# West Hanningfield
West Hanningfield – wieś w Anglii, w hrabstwie Essex, w dystrykcie Chelmsford. Leży 8 km na południe od miasta Chelmsford i 47 km na północny wschód od Londynu.